# Die Seeteufel von Cartagena
Die Seeteufel von Cartagena (Originaltitel: The Spanish Main) ist ein US-amerikanischer Piratenfilm von 1945. Regie führte Frank Borzage. Als ein grausamer spanischer Grande Schiffbrüchige gefangen nehmen lässt, rächt sich das fünf Jahre später. Bei der Überfahrt wird seine Braut entführt. Walter Slezak spielt den Granden Don Alvarado, Maureen O’Hara seine Braut Francisca und Paul Henreid den ehemaligen Kapitän Van Horn, der jetzt als Barracuda die Meere durchkreuzt.
Das Drehbuch beruht auf einer Geschichte von Æneas MacKenzie.

## Handlung
Als das Schiff des holländischen Kapitäns Laurent Van Horn in Cartagena vor der kolumbianischen Küste strandet, bittet der Kapitän den spanischen Vizekönig Don Juan Alvarado darum, sein Schiff reparieren zu dürfen, um seine Reise fortsetzen zu können. Der als jähzornig und willkürlich verschriene Grande denkt jedoch nicht daran, der Bitte Van Horns nachzukommen. Man schafft den Kapitän ins Innere des Landes in eine Gefängniszelle. Dort trifft Van Horn weitere Gefangene, die zu Unrecht festgenommen wurden. Unter Van Horns Führung schließen sich die Männer zusammen und schaffen es, die Wachen zu überwältigen und zu fliehen.
Seitdem sind fünf Jahre vergangen und Don Alvarado hat nur noch eine schwache Erinnerung an die für ihn unerfreuliche Geschichte um Van Horn. Der Grande erwartet gespannt seine zukünftige Frau Francisca, die Tochter des mexikanischen Vizekönigs, die er noch nie gesehen hat. Ärger bereitet ihm ein Piratenschiff, die Barracuda, dessen Kapitän nach seinem Schiff ebenfalls nur „Barracuda“ gerufen wird und seit geraumer Zeit die Meere unsicher macht. Auch auf der Galeone, auf der sich Francisca befindet, fürchtet man „Barracuda“ und seine Männer. Und tatsächlich wird die Barracuda mit der schwarzen Piratenflagge gesichtet. Es gibt nur einen kurzen Kampf und dann haben die Piraten die spanische Galeone auch schon gekapert. Barracuda, hinter dem sich der ehemalige Kapitän Van Horn verbirgt, erklärt Francisca zu seiner persönlichen Gefangenen. Er will dem Mann die Braut stehlen, mit dem er noch eine alte Rechnung offen hat. Um die San Pablo, ein spanisches Schiff, das sich ihnen nähert, vor einer Übernahme zu verschonen, erklärt sich Francisca bereit, einer Trauung mit Laurent zuzustimmen. Da sich der Bischof von Darien unter den Gefangenen befindet, fällt ihm die Aufgabe zu, Laurent und Francisca zu trauen. In ihrer Hochzeitsnacht ist die junge Frau kurz davor, sich mit einem versteckten Messer zur Wehr zu setzen, Laurent verlässt jedoch nach einer kurzen Umarmung ihre Kabine wieder. Die Barracuda legt im Seeräubernest Tortuga an, wo sich eine Front gegen den Kapitän bildet, die von den Freibeutern Mario Da Bilar und Benjamin Black angeführt wird. Einige missgönnen Barracuda sein junges Glück, andere befürchten, dass Don Alvarados Rache fürchterlich sein und sie alle mit in den Strudel seiner Vergeltungssucht ziehen könne. Da Bilar kann die eifersüchtige Piratin Anne Bonny, eine frühere Geliebte Laurents, auf seine Seite ziehen. Sie will ihm bei einer Entführung Franciscas helfen, die vorsieht, die junge Frau an den Hof des Vizekönigs zu bringen. Zuvor kommt es jedoch noch zu einem Kampf der beiden Frauen, als Anne ihr Schwert gegen Francisca richtet, die sie daraufhin unerschrocken zu einem Pistolenduell herausfordert. Laurent lädt die Waffen jedoch mit Ruß anstatt mit Schießpulver, so dass beide Frauen zur Belustigung der Mannschaft mit rußgeschwärzten Gesichtern dastehen.
Gerade als Laurent Francisca seine Liebe gesteht und das Paar sich umarmt, schlagen die Piraten unter Führung von Anne und Da Bilar zu und nehmen Francisca gefangen, um sie nach Cartagena zu bringen. Als Laurent ebenfalls gefangen genommen werden soll, können seine ihm zu Hilfe eilenden Freunde das verhindern, wobei Benjamin Black getötet wird. Die Verräter unter Da Bilars Führung stehen derweil unter Druck, da Don Alvarado ihnen gedroht hat, sie hängen zu lassen, wenn sie ihm nicht auch Van Horn bringen würden. Francisca hat inzwischen ihren Verlobten kennengelernt und ist von seinem Aussehen alles andere als angetan, sie besteht darauf, dass man sie zurück nach Mexiko bringe. Don Alvarado kümmert das wenig, er plant die Trauung für den kommenden Tag. Unter dem Vorwand, dass er sich bei ihnen bedanken wolle, geht der Grande an Bord der Barracuda, wo er die gesamte Besatzung jedoch gefangen nehmen lässt. Mit den ihm treu ergebenen Männern nimmt Laurent mit einem wartenden Schiff, der Cobra, Kurs auf Cartagena. Er will sich die Frau, die er liebt, um jeden Preis zurückholen. Als man die Cobra sichtet, bietet Da Bilar Don Alvarado an, ihm bei der Festnahme Van Horns zu helfen, wenn er ihm im Austausch dafür die Freiheit zusichere. Nachdem die Cobra angelegt hat, begrüßt Da Bilar Laurent und erzählt ihm, dass er habe aus dem Gefängnis fliehen können. Dann behauptet er, dass Francisca Laurent betrogen und die Crew bestochen habe, sie nach Cartagena zu bringen. Laurent gibt vor, ihm zu glauben, ist sich aber sicher, dass Da Bilar ihm eine Falle stellen will. Es gelingt Laurent, zu Francisca zu gelangen, die ihm in hastigen Worten vom Verrat Da Bilars berichtet und ihn beschwört, sich in Sicherheit zu bringen. Nun weiß Laurent, dass Francisca ihn liebt. Als beide sich umarmen, erscheinen Don Alvarados Männer und verhaften Van Horn. Als Dienstmagd verkleidet, verschafft sich Francisca Zutritt zu den Gefangenen und übergibt ihnen einen Korb mit Lebensmitteln, unter denen Messer versteckt wurden. Dann zieht Francisca eine Waffe, richtet sie auf die Wachen und ordnet die Freilassung der Gefangenen an. Bei dem Versuch, auch Anne Bonny zu befreien, wird die Frau, die ihren Verrat inzwischen bitter bereut hatte, getötet. Da Bilar, der gekommen ist, weil er von Vorfällen in den Zellen gehört hat, wird von Laurent ausgeschaltet. In dem Durcheinander gelingt es den Wachen Alvarados Francisca zu ergreifen und sie auf die Barracuda zu bringen, wo Don Alvarado sie schon erwartet. Jedoch entgeht den Wachen, dass Laurent sich als Priester verkleidet hat und zusammen mit Francisca an Bord geht, während seine Freunde übers Bug des Schiffes klettern und die Wachen besiegen. Als Don Alvarado sich seiner Sache schon sicher ist, lässt Laurent die Kapuze seines Priestergewandes fallen und Alvarado erkennt entsetzt, dass er sich in den Händen der Piraten befindet und seine Männer verschwunden sind. Francisca stellt sich ganz eindeutig auf die Seite Laurents. Die Barracuda kann ungehindert ihre Fahrt aufnehmen. Als sie sich auf hoher See befindet, ziehen sich Laurent und Francisca glücklich in ihre Kabine zurück.

## Hintergrund
Die Dreharbeiten fanden von Mitte November 1944 bis in den späten Februar 1945 hinein statt. Für RKO Pictures, die den Film produzierten, war es ihr erster Film in Technicolor. In den USA hatte der Film am 10. September 1945 Premiere, in der Bundesrepublik Deutschland lief er am 3. November 1950 an. In der DDR war er erstmals am 18. Januar 1964 im DFF zu sehen, von der ARD wurde er erstmals am 17. Juli 1965 ausgestrahlt.
Für die Rolle der Francisca wurden Merle Oberon und Laraine Day gecastet. Maureen O’Hara, die die Rolle dann bekam, stand bei 20th Century Fox unter Vertrag, musste aber einen Film pro Jahr für RKO drehen. Die Figur der Anne Bonny geht auf eine berühmte Piratin zurück, die Anfang des 18. Jahrhunderts in Männerkleidung die Meere befuhr und im Umgang mit Pistole und Machete als Expertin galt. 20th Century Fox brachte 1951 den Film Die Piratenkönigin (Anne of the Indies) mit Jean Peters in der Rolle der Annie heraus. 1995 gab es unter der Regie von Renny Harlin eine weitere Verfilmung mit dem Titel Die Piratenbraut (Cutthroat Island) mit Geena Davis in der Hauptrolle.
Jack L. Warner soll zu Henreids Idee, einmal eine Piratenrolle zu spielen, gemeint haben, dass er, wenn er einen Piraten haben wolle, Errol Flynn nehmen würde, wenn er einen Liebhaber wolle, werde er auf ihn zurückgreifen. RKO bot ihm dann die Rolle in The Spanish Main an. Das vorliegende Drehbuch gefiel Henreid jedoch überhaupt nicht. Er bestand auf einer Neufassung, Hermann Mankiewicz arbeitete dann im zweiten Entwurf Henreids Ideen mit ein. Über das Ergebnis freute sich Henreids, was er auch in seiner Biografie zum Ausdruck brachte. Er meinte, Mankiewiczs Skript sei perfekt, eine spannende Geschichte, mit allem, was dazugehört und was er gewollt habe. Der Film war für RKO ein großer Erfolg. Dore Schary, der Leiter der Produktion bei RKO, sprach von einem Einspielergebnis von 14 Mio. Dollar.
Maureen O’Hara hielt Paul Henreid genau richtig für die Rolle, er verkörpere die Beschützerrolle sehr glaubhaft, wie er ja auch schon in seiner Rolle als Victor László in Casablanca bewiesen habe. Es gab jedoch auch andere Stimmen.
Gelobt wurde auch die Musik von Hanns Eisler, die den Film entscheidend mitgeprägt habe.

## Synchronisation
| Rolle                          | Darsteller     | Synchronsprecher |
| ------------------------------ | -------------- | ---------------- |
| Laurent Van Horn („Barracuda“) | Paul Henreid   | Fritz Wagner     |
| Francisca                      | Maureen O’Hara | Gudrun Genest    |
| Don Juan Alvarado              | Walter Slezak  | Arno Paulsen     |

## Kritiken
Für das Lexikon des internationalen Films stellte der Film eine „unterhaltsame Mischung aus Abenteuerromantik und Liebesgeschichte mit vielen Massenszenen und Seeschlachten“ dar.
Die Fernsehzeitschrift prisma.de urteilte: „Eingebettet in eine malerische und exotische Szenerie, deren Schönheit durch die Technicolor-Farbe noch hervorgehoben wird, berührt der Italo-Amerikaner Frank Borzage auch in diesem Film Themen, die sein gesamtes filmisches Werk kennzeichnen: Jenseits des unterhaltsamen Piratenfilms mit seinen Massenszenen und Seeschlachten wird eine Liebe dargestellt, die stark genug ist, Elend, Unglück, Krieg und selbst den Tod zu überdauern.“
Variety war der Ansicht, dass Paul Henreid den schneidigen Niederländer gut spiele. Maureen O’Hara habe nicht viel Gelegenheit, ihre schauspielerischen Fähigkeiten unter Beweis zu stellen, erfülle die Anforderungen der Rolle aber mit üppiger Schönheit. Walter Slzeaks Verkörperung des grausamen spanischen Gouverneurs sei auffällig [gut].
Die meisten Kritiker waren genauso wie die breite Öffentlichkeit erfreut [über den Film], und typisch für ihre Aussagen war der Beitrag von Bosley Crowther in der New York Times: „Paul Henreid sei ein schneidiger Pirat, Maureen O’Hara ein temperamentvolles Mädchen und Walter Slezak ein abscheulicher Gouverneur. Man solle den Film anschauen so selbstverständlich wie Wasser aus einem Wasserhahn komme. Möglicherweise treffe er gerade den Geschmack von jungen Menschen besonders.“

## Auszeichnungen
Auf der Oscarverleihung 1946 wurde George Barnes für Die Seeteufel von Cartagena für die „Beste Kamera“ in einem Farbfilm nominiert. Der Oscar ging an Leon Shamroy für Todsünde (Leave Her to Heaven).